# Szene Salzburg
Szene Salzburg ist ein Verein und seit 1971 der Veranstalter des jährlichen internationalen Tanz- und Theaterfestivals Sommerszene in der Stadt Salzburg.
Neben der Präsentation dieses Festivals, meist in den Monaten Juni und Juli, arbeitet sie als internationaler Produzent und bietet Residenzen für in- und ausländische Künstlern. 1999 hat die Szene das von der Europäischen Union unterstützte europäische Netzwerk apap (advancing performing arts project) zur Unterstützung junger Künstlern aus dem Bereich Darstellender Kunst gegründet.
Unter dem Namen Szene Salzburg betreibt sie im Zentrum Salzburgs ein Theater für bis zu 700 Zuschauern, das neben der Szene auch lokalen und nationalen Veranstaltern als Spielort dient.

## Geschichte
Die Vorläuferorganisation Club 2000 wurde 1969 vom Kulturaktivisten und Verleger Alfred Winter gegründet, um in der von klassischer Hochkultur geprägten Mozartstadt der Alternativkultur einen Platz zu erobern und neue, urbane Kulturformen zu präsentieren. Der Erfolg dieser Initiative führte 1971 zur Etablierung eines jährlichen Sommerfestivals, das als fringe festival zu den Salzburger Festspielen vor allem Musik-, Theater- und Ausstellungsprojekten außerhalb des klassischen Kulturbetriebs eine Bühne bot. Neben lokalen Protagonisten nutzten auch Friedrich Gulda, Gidon Kremer und Rolf Hochhuth das Festival, um andere Inhalte und neue Kontexte ihres Schaffens zu präsentieren.
In der ersten Hälfte der 1980er Jahre erfolgte die Hinwendung zu einem klar kuratierten Festival, das Tanz und Tanztheater in den Mittelpunkt stellte. Die Szene Salzburg war eine der ersten kulturellen Institutionen, die sich dem Aufbruch in diesem Genre verschrieben hatte und wurde europaweit als avancierter Produzent und Präsentator dieser Kunstform wahrgenommen. Gemeinsam mit dem Kaaitheater Brüssel, The Felix Meritis Foundation in Amsterdam und dem Hebbeltheater Berlin wurden internationale Netzwerke geknüpft. 1989 – kurz vor dem politischen Wandel im kommunistischen Europa – fand das IETM (international european theatre meeting) erstmals mit Vertretern osteuropäischer Kulturorganisationen in Salzburg statt.

## Spielstätten
Die erste permanente Spielstätte war in den 1970er Jahren der Petersbrunnhof, ein als Theater adaptiertes ehemalige Stallgebäude, das mittlerweile zur Bühne des Schauspielhauses Salzburg wurde. Seit 1987 ist die Szene Salzburg im ehemaligen Stadtkino beheimatet, das 1950 als erstes Cinemascope-Lichtspieltheater Salzburgs eröffnet und 1984 geschlossen wurde. Daneben nutzte die Szene auch andere Spielstätten sowie den öffentlichen Raum für ihre Produktionen, darunter das ehemalige Salinengelände in Hallein, das heute als Pernerinsel fixer Schauplatz der Salzburger Festspiele ist.

## Künstler
Zu den etwa 400 Künstlern und Gruppen, die seit 1986 aufgetreten sind, gehören:
- Merce Cunningham
- Jan Fabre
- Anne Teresa De Keersmaeker
- LaLaLa Human Steps
- Robert Lepage
- Hubert Lepka
- Peter Sellars
- Hans-Jürgen Syberberg
- The Wooster Group
- Wim Vandekeybus
- Robert Wilson

Trotz der Konzentration auf Darstellende Kunst traten aus der Rockmusik u. a. Bob Dylan, Patti Smith und Neil Young sowie aus dem Bereich Bildender Kunst Gottfried Bechtold, Erwin Bohatsch und Hubert Schmalix auf.

## Partnerschaften
Die Szene Salzburg ist Mitglied im Dachverband Salzburger Kulturstätten.